# Freiherr-vom-Stein-Plakette (Rheinland-Pfalz)

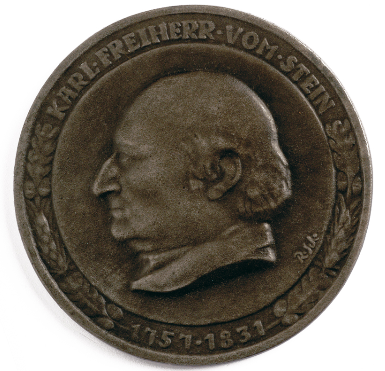
Freiherr-vom-Stein-Plakette, Rheinland-Pfalz

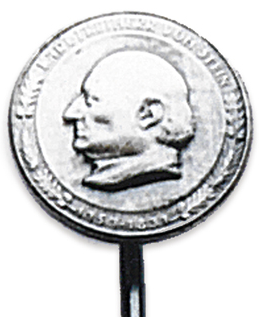
Freiherr-vom-Stein-Plakette, Rheinland-Pfalz (Miniaturausführung)

Die Freiherr-vom-Stein-Plakette des Landes Rheinland-Pfalz wird seit 1954 an Bürger als Auszeichnung ihres kommunalpolitischen Engagements verliehen. Seit 2001 wird sie alle drei Jahre durch den Innenminister von Rheinland-Pfalz verliehen. Benannt ist sie nach dem preußischen Staatsmann, Beamten und Reformer Heinrich Friedrich Karl vom und zum Stein.
Zwischen 1954 und 2007 wurden die Verdienste von 2026 Persönlichkeiten mit der Plakette gewürdigt.

## Träger der Auszeichnung
- Peter Anheuser (vor 23. November 2010)
- Lorenz Becker (Kurtscheid)
- Herbert Blatt (vor 13. September 2010)
- Oskar Böhm
- Detlef Bojak
- Anton Diehl
- Karl Fittler
- Lutz Frisch, Neustadt an der Weinstraße (2004, 2007 oder 2010)[2]
- Karl Gerdon (vor 2010)[3][4]
- Friedrich Graß
- Bertram Hartard
- Walter Heid
- Rudolf Heidenblut
- Wilhelm Helfenstein (Idar-Oberstein) (vor 15. September 2012)
- Egon Hess
- Helmut Hüther
- Franz Jakobs (Ortsbürgermeister Buch, vor † 1989)
- Günter Jakobs (Gutweiler)
- Rudolf Peter Maria Joeckle
- Willmuth Klausing (Eisenberg (Pfalz)) (vor 3. November 2010)
- Albert Klein (Wittlich) (vor 2. November 2010)
- Gerhard Krempel (Westerburg) (vor Januar 2013)
- Manfred Lang
- Ernst Lorenz (vor † 8. Mai 1980)
- Theo Magin (vor 3. August 2010)
- Karl Marchetti, Schönenberg-Kübelberg (vor 2007)[5]
- Fritz Mohr (vor † 29. Dezember 2008)
- Gerd Rheude (vor 2008)[6]
- Johannes Baptist Rösler (vor † 1. April 2009)
- Julius Rüb
- Günther Schartz
- Walter Schellenberger
- Kaspar Schmitz (* 1905   † 1979;  Ortsbürgermeister der Gemeinde Kruft 1948–1968)
- Ludwig Schuster
- Hans Schweitzer
- Johann Steffen
- Gerhard Völker
- Friedrich Wilhelm Wagner
- Werner Weiß
- Wilhelm Westphal (Hahnheim) (vor Januar 2013)
- Gertrud Wetzel
- Karl-Heinz Weyrich
- Fritz Wilms
- Günther Wollscheid
- Jakob Ziegler
- Robert Zingen

### 1950er Jahre
- Friedrich Breitbach, 1954
- Friedrich Schütz, 1955
- Josef Will, 1955
- Maria Detzel, 1955
- Josef Becker, 1955
- Carola Dauber, 1958
- Hans Moser, 1958
- Johann Lorth, 1959
- Heinrich Pickel, 1959
- Hans Rinsch, 1959
- Karl Vonbohr, 1959, Bürgermeister Becherbach, Gangloff und Roth von 1946 bis 1969[7]

### 1960er Jahre
- Willi Schweinhardt, 1960
- Jakob Dewald (1893–1980), CDU, Beigeordneter der Stadt Konz, Ehrenbürger seit 1973, 1962
- Johannes Zimmermann, Ortsbürgermeister Altenahr (von 1948 bis 1968) 1962
- Philipp Mees, SPD + DGB Kreisvorsitzender 1963
- Josef Bauer, Bürgermeister Bodendorf (von 1945 bis 1969) 1964
- Martha Brach, 1964[8]
- Karl Derbacher, CDU, Erster Beigeordneter der Stadt Landstuhl, Ehrenbürger seit 1964, Träger der Sickingen Ehrenmedaille
- Wilhelm Jung, 1966
- Aenne Rumetsch, 1966
- Jakob Jahn, 1967
- Seraphin Lang, 1967
- Wilhelm Roß, Lokalpolitiker Vallendar, 1967
- Amely Goebel, 1968[9]
- Franz Werner Geeb, Boppard, 1984
- Wilhelm Hillesheim, 1968
- Herbert Müller, 1969

### 1970er Jahre
- Josef Ludes, 1971

- Leo Schönberg, 1972
- Erich Franke, 1974
- Johannes Baatsch, 1974
- Helmut Fink, 1976
- Herbert Heuft, Mendig, 1976
- Lambert Mohr, 1978

### 1980er Jahre
- Lothar Horlacher, 1982

- Willi Koppenhöfer, 1982
- Waldemar Lübke, 1984
- Wilhelm Nicolay, Alf, 1986
- Walter Mallmann, 1986
- Eckhart Pick
- Wolfgang Jenssen, 1988
- Kurt Schöllhammer, 1988
- Heinz-Georg Diehl, 1988

### 1990er Jahre
- Paul Frank (1922–2016), 1990, letzter Bürgermeister von Schwabsburg, Ehrenbürger der Gemeinde Nierstein

- Jürgen Henze, 1992
- Erwin Heck, 1994
- Franz Josef Bischel, 1994
- Michael Reitzel, 1994
- Walter Felke, 1998
- Wilfried Jaitner, 1998
- Hedwig Lülsdorf, 1998
- Josef Rüddel, 1998
- Peter Hummrich, (Verleihung zwischen 1991 und vor 10. Februar 2000)

### 2001
- Walter Franz Altherr
- Elvira Bickel
- Herbert Gustavus
- Walter Konrad
- Gerhard Krempel
- Hildegard Rogel
- Gerhard Roth

### 2004
Der Präsident der Aufsichts- und Dienstleistungsdirektion, Josef Peter Mertes, verlieh in Vertretung von Innenminister Walter Zuber 50 ehrenamtlichen Kommunalpolitikern aus dem Bereich der ehemaligen Regierungsbezirke Koblenz und Trier in Anerkennung ihrer Verdienste um die kommunale Selbstverwaltung in Mülheim-Kärlich die Freiherr-vom-Stein-Plakette, darunter an:
- Anni Schummel, Thallichtenberg[10]
- Alfred Schneider, Irrel[11]
- Norbert Schneiders, Briedel[12]
- Liliane Neuer, Kaiserslautern[13] (3. November 2004)
- Heinrich Hagenbucher (1948–2017), Ludwigshafen
- Walter Augustin
- Heribert Heinrich
- Gerhard Kneib

### 2006
- Ernst-Günter Brinkmann

### 2007
Innenminister Karl Peter Bruch verlieh die Plakette im Rahmen einer Feierstunde am 25. Oktober 2007 in der Stadthalle Nassau 84 Kommunalpolitikern aus allen Kreisen und fast allen kreisfreien Städten des Landes Rheinland-Pfalz.
Darunter waren:
- Klaus Kappler, Ensheim
- Karlheinz Merker, Gau-Odernheim
- Manfred Stier, Alzey-Schafhausen
- Rudolf Göbel, Ernzen[18][19]
- Karl-Heinz Sundheimer, Kempenich[20]
- Werner Weisenstein, Kaiserslautern[21]
- Werner Schumacher, Neuhofen[22]
- Ludwig Eich
- Hans Tölkes

### 2010
Karl Peter Bruch verlieh landesweit 84 ehrenamtlichen Kommunalpolitikern in Anerkennung ihrer Verdienste um die kommunale Selbstverwaltung die Freiherr-vom-Stein-Plakette. Im Rahmen einer Feierstunde in der Hunsrückhalle in Simmern wurden 47 Persönlichkeiten aus allen Kreisen und kreisfreien Städten der früheren Regierungsbezirke Koblenz und Trier am 3. November 2010 ausgezeichnet.
- Alois Eul (Flammersfeld)
- Christoph Moschner (Kirchen)
- Ernst Helmut Zöllner (Betzdorf)
- Lothar Jockenhövel
- Dieter Rausch
- Dieter Ritter
- Hans-Robert Spreier
- Jochen Hartloff
- Ruth Ratter
- Sigurd Remy
- Werner Wittlich

Für ihr langjähriges kommunalpolitisches Engagement wurden am 26. Oktober 2010 vom Staatssekretär Roger Lewentz in Nieder-Olm folgende Personen geehrt:
- Fritz Steegmüller
- Friedrich Flickinger
- Manfred Petry, Frankenstein[27]

### 2013
Insgesamt wurden 84 Persönlichkeiten durch Innenminister Roger Lewentz geehrt: 37 am 22. Oktober in Wörrstadt aus dem ehemaligen Regierungsbezirk Rheinhessen-Pfalz sowie 47 am 29. Oktober in Rheinböllen aus den früheren Regierungsbezirken Koblenz und Trier.
Verleihung der Freiherr-vom-Stein-Plakette am 22. Oktober 2013 in Wörrstadt (Bereich des ehemaligen Regierungsbezirks Rheinhessen-Pfalz)
1. Leonhard Jugenheimer, Mettenheim, LK Alzey-Worms
2. Robert Majchrzyk, Wallertheim, LK Alzey-Worms
3. Heinz-Hermann Schnabel, Erbes-Büdesheim, LK Alzey-Worms
4. Heinz Wößner, Worms
5. Ute Granold, Klein-Winternheim, LK Mainz-Bingen
6. Ernst-Wilhelm Saala, Bubenheim, LK Mainz-Bingen
7. Heribert Schmitt, Ober-Olm, LK Mainz-Bingen
8. Eleonore Lossen-Geißler, Mainz
9. Ursula Stenner, Mainz
10. Hans Grohe, Haßloch, LK Bad Dürkheim
11. Klaus Huter, Wachenheim an der Weinstraße, LK Bad Dürkheim
12. Heidi Langensiepen, Bad Dürkheim, LK Bad Dürkheim
13. Helga Kehl, Ludwigshafen am Rhein
14. Gisela Brantl, Neustadt an der Weinstraße
15. Manfred Fluhr, Orbis, LK Donnersbergkreis
16. Günther Mack, Bubenheim, LK Donnersbergkreis
17. Ute Lauer, Sankt Julian, LK Kusel
18. Helmut Weyrich, Herchweiler, LK Kusel
19. Friedrich Wunn, Waldmohr, LK Kusel
20. Gerhard Beil, Rheinzabern, LK Germersheim
21. Alfred Gadinger, Bellheim, LK Germersheim
22. Kurt Seibert, Weingarten (Pfalz), LK Germersheim
23. Friederike Ebli, Hanhofen, LK Rhein-Pfalz-Kreis
24. Karl-Martin Gensinger, Altrip, LK Rhein-Pfalz-Kreis
25. Rosemarie Patzelt, Limburgerhof, LK Rhein-Pfalz-Kreis
26. Elmar Weiller, Herxheim bei Landau/Pfalz, LK Südliche Weinstraße
27. Raimund Zimmermann, Kapsweyer, LK Südliche Weinstraße
28. Wolfgang Kern, Landau in der Pfalz
29. Heidelinde Koslowski, Rumbach, LK Südwestpfalz
30. Winfried Schäfer, Lug, LK Südwestpfalz
31. Klaus Schwarz, Hornbach, LK Südwestpfalz
32. Wolfgang Deny, Pirmasens
33. Josef Reich, Zweibrücken
34. Rose Götte, Rodenbach, LK Kaiserslautern
35. Dieter Hirsch, Schwedelbach, LK Kaiserslautern
36. Johannes Michel, Schallodenbach, LK Kaiserslautern
37. Benno Feth, Kaiserslautern

Verleihung der Freiherr-vom-Stein-Plakette am 29. Oktober 2013 in Rheinböllen für den Bereich der ehemaligen Regierungsbezirke Koblenz und Trier
1. Christine Vendel, Remagen, LK Ahrweiler
2. Hermann Engels, Hohenleimbach, LK Ahrweiler
3. Herbert Koll, Bad Neuenahr-Ahrweiler, LK Ahrweiler
4. Walter Schmitz, Quiddelbach, LK Ahrweiler
5. Karl-Heinz Hoffmann, Mayen, LK Mayen-Koblenz
6. Toni Schüller, Kottenheim, LK Mayen-Koblenz
7. Herbert Speyerer, Bendorf, LK Mayen-Koblenz
8. Fritz Naumann, Koblenz
9. Siegfried Eicher, Grünebach, LK Altenkirchen
10. Wolfgang Fricke, Hamm (Sieg), LK Altenkirchen
11. Rolf Schmidt-Markoski, Horhausen, LK Altenkirchen
12. Hannelore Pfeiffer, Bad Kreuznach
13. Heribert Herzner, Bad Kreuznach
14. Heinz Herrmann, Becherbach, LK Bad Kreuznach
15. Hans-Joachim Schüffner, Seibersbach, LK Bad Kreuznach
16. Klaus-Peter Hepp, Horbruch, LK Birkenfeld
17. Peter Nauert, Birkenfeld, LK Birkenfeld
18. Viktor Teichner, Berglangenbach, LK Birkenfeld
19. Wolfgang Augenstein, Idar-Oberstein
20. Hans-Gerd Loosen, Klotten, LK Cochem-Zell
21. Paul-Josef Porten, Pommern, LK Cochem-Zell
22. Hannelore Gröhbühl, Neuwied
23. Adi Buchwald, Linz am Rhein, LK Neuwied
24. Peter Zoller, Rheinbreitbach, LK Neuwied
25. Anita Nick, Boppard, LK Rhein-Hunsrück-Kreis
26. Manfred Klaßen, Riesweiler, LK Rhein-Hunsrück-Kreis
27. Aloys Schneider, Külz (Hunsrück), LK Rhein-Hunsrück-Kreis
28. Dietmar Tuldi, Ellern (Hunsrück), LK Rhein-Hunsrück-Kreis
29. Rita Wolf, Braubach, LK Rhein-Lahn-Kreis
30. Dieter Breiden, Eschbach, LK Rhein-Lahn-Kreis
31. Edi Wolf, Lahnstein, LK Rhein-Lahn-Kreis
32. Inge Kerz, Ötzingen, LK Westerwaldkreis
33. Paula Maria Maaß, Rennerod, LK Westerwaldkreis
34. Ulla Schmidt, Dernbach (Westerwald), LK Westerwaldkreis
35. Ulrich Keßler, Siershahn, LK Westerwaldkreis
36. Günter Schneider, Oberscheidweiler, LK Bernkastel-Wittlich
37. Oskar Steinmetz, Bausendorf, LK Bernkastel-Wittlich
38. Hermann Lenarz, Nerdlen, LK Vulkaneifel
39. Matthias Stein, Hillesheim, LK Vulkaneifel
40. Wilhelm Fink, Bettingen, LK Eifelkreis Bitburg-Prüm
41. Ernst Hitzges, Arzfeld, LK Eifelkreis Bitburg-Prüm
42. Klaus Schnarrbach, Fließem, LK Eifelkreis Bitburg-Prüm
43. Matthias Schwarz, Hosten, LK Eifelkreis Bitburg-Prüm
44. Herbert Feltes, Newel, LK Trier-Saarburg
45. Franz Christian Görtz, Konz, LK Trier-Saarburg
46. Hugo Kohl, Leiwen, LK Trier-Saarburg
47. Manfred Maximini, Trier

### 2016
Insgesamt wurden 91 Persönlichkeiten durch Innenminister Roger Lewentz geehrt: 40 am 25. Oktober in Kirchheimbolanden aus dem ehemaligen Regierungsbezirk Rheinhessen-Pfalz sowie 51 am 27. Oktober in Ransbach-Baumbach aus den früheren Regierungsbezirken Koblenz und Trier.
Verleihung der Freiherr-vom-Stein-Plakette am 25. Oktober 2016 in Kirchheimbolanden (Bereich des ehemaligen Regierungsbezirks Rheinhessen-Pfalz)
1. Alfons Achatz, Bodenheim, LK Mainz-Bingen
2. Gabriele Albrecht, Ludwigshafen am Rhein
3. Kurt Dettweiler, Zweibrücken
4. Dieter Eckel, Neustadt an der Weinstraße
5. Rudi Eichhorn, Landau in der Pfalz
6. Roland Eiswirth, Kuhardt, LK Germersheim
7. Gerhard Fleck, Böllenborn, LK Südliche Weinstraße
8. Norbert Forstner, Steinweiler, LK Germersheim
9. Frieder Haag, Altenglan, LK Kusel
10. Christine Hinderberger, Schifferstadt, LK Rhein-Pfalz-Kreis
11. Reinhold Hohn, Hornbach, LK Südwestpfalz
12. Ruth Jaensch, Mainz
13. Heinrich Jöckel, Ludwigshafen am Rhein
14. Gilda Klein-Kocksch, Kaiserslautern
15. Adolf José König, Frankenthal (Pfalz)
16. Jutta Kreis, Niederhausen an der Appel, LK Donnersbergkreis
17. Roland Laubach, Winden, LK Germersheim
18. Roman Mertz, Niederschlettenbach, LK Südwestpfalz
19. Hans-Peter Merz, Schwabenheim an der Selz, LK Mainz-Bingen
20. Ellen Messner-Vogelesang, Bad Dürkheim, LK Bad Dürkheim
21. Wolfgang Morio, Bundenthal, LK Südwestpfalz
22. Joachim Paul, Wörth am Rhein, LK Germersheim
23. Reinhard Roos, Böhl-Iggelheim, LK Rhein-Pfalz-Kreis
24. Walter Rung, Hochspeyer, LK Kaiserslautern
25. Rosemarie Saalfeld, Waldmohr, LK Kusel
26. Heinz-Peter Schneider, Römerberg, LK Rhein-Pfalz-Kreis
27. Jürgen Schraut, Battenberg (Pfalz), LK Bad Dürkheim
28. Hermann Schulze, Pirmasens
29. Norbert Solbach, Mainz
30. Klaus Stalter, Ilbesheim bei Landau in der Pfalz, LK Südliche Weinstraße
31. Erno Straus, Gundersheim, LK Alzey-Worms
32. Elmar Strifler, Ludwigshafen am Rhein
33. Oliver Sucher, Mainz
34. Günther Trautwein, Albig, LK Alzey-Worms
35. Heinz-Josef Volz, Frankenthal (Pfalz)
36. Klaus Wasem, Bisterschied, LK Donnersbergkreis
37. Franz Johann Wassermann, Sprendlingen, LK Mainz-Bingen
38. Hans-Peter Weiler, Worms
39. Klaus Willius, Eich, LK Alzey-Worms
40. Herrn Walter Wolf, Bad Dürkheim, LK Bad Dürkheim

Verleihung der Freiherr-vom-Stein-Plakette am 27. Oktober 2016 in Ransbach-Baumbach für den Bereich der ehemaligen Regierungsbezirke Koblenz und Trier
1. Elisabeth Cäcilia Adenauer, Erpel, LK Neuwied
2. Hans Peter Bertram, Nievern, LK Rhein-Lahn-Kreis
3. Manfred Böttel, Bitburg, LK Eifelkreis Bitburg-Prüm
4. Franz-Josef Brengmann, Hambuch, LK Cochem-Zell
5. Rainer Düngen, Heupelzen, LK Altenkirchen
6. Klaus Endris, Oberfell, LK Mayen-Koblenz
7. Walter Erbach, Guldental, LK Bad Kreuznach
8. Mechthilde Esser, Alf, LK Cochem-Zell
9. Karl-Heinz Faber, Kastellaun, LK Rhein-Hunsrück-Kreis
10. Monika Fink, Idesheim, LK Eifelkreis Bitburg-Prüm
11. Manfred Franz, Unnau, LK Westerwaldkreis
12. Manfred Frickel, Rhens, LK Mayen-Koblenz
13. Otmar Glöckner, Wickenrodt, LK Birkenfeld
14. Rudi Gordner, Hattgenstein, LK Birkenfeld
15. Roderich Graf von Spee, Sinzig, LK Ahrweiler
16. Gerhard Hackenbruch, Weibern, LK Ahrweiler
17. Klaus Heinen, Lissendorf, LK Vulkaneifel
18. Bernward Helms-Derfert, Kröv, LK Bernkastel-Wittlich
19. Rita Hirsch, Ochtendung, LK Mayen-Koblenz
20. Horst Hotschicke, Idar-Oberstein, LK Birkenfeld
21. Hermann Kilz, Simmern/Hunsrück, LK Rhein-Hunsrück-Kreis
22. Gisela Klier, Langenfeld, LK Mayen-Koblenz
23. Manfred Klingel, Rhaunen, LK Birkenfeld
24. Johannes Billen, Kaschenbach, LK Eifelkreis Bitburg-Prüm
25. Karl-Heinz Boll, Hachenburg, LK Westerwaldkreis
26. Wolfgang Kunz, Steimel, LK Neuwied
27. Fritz Langenhorst, Bad Neuenahr-Ahrweiler, LK Ahrweiler
28. Gerhard Lehmkühler, Koblenz
29. Alexander Licht, Brauneberg, LK Bernkastel-Wittlich
30. Eckhard Mangold, Dornholzhausen, LK Rhein-Lahn-Kreis
31. Agathe Mäurer, Andernach, LK Mayen-Koblenz
32. Matthias Maxein, LK Neuwied
33. Egon Mecking, Hergenfeld, LK Bad Kreuznach
34. Bernd Michels, Trier
35. Reiner Mildenberger, Mackenrodt, LK Birkenfeld
36. Peter Müller, Rennerod, LK Westerwaldkreis
37. Ludger Nuphaus, Bad Kreuznach
38. Walter Rausch, Kell am See, LK Trier-Saarburg
39. Winfried Richards, Pronsfeld, LK Eifelkreis Bitburg-Prüm
40. Dirk Richter, Mülheim an der Mosel, LK Bernkastel-Wittlich
41. Günter Rösch, Bernkastel-Kues, LK Bernkastel-Wittlich
42. Hans-Joachim Schaefer, Katzenelnbogen, LK Rhein-Lahn-Kreis
43. Reinhold Schäfer, Steiningen, LK Vulkaneifel
44. Günter Scherer, Gusterath, LK Trier-Saarburg
45. Matthias Schneider, Reimerath, LK Vulkaneifel
46. Rolf Scholl, Odernheim am Glan, LK Bad Kreuznach
47. Egon Schommers, Neroth, LK Vulkaneifel
48. Bruno Schön, Oberwesel, LK Rhein-Hunsrück-Kreis
49. Friedhelm Steiger, Birken-Honigsessen, LK Altenkirchen
50. Werner Türk, Zehnhausen bei Wallmerod, LK Westerwaldkreis
51. Werner Weber, Naurath (Wald), LK Trier-Saarburg

### 2019
- Gerhard Hanke (2019)

### 2022
- Erhard Hirschberg
- Edmund Schmitt, Greimerath (bei Trier)[35]